# Psychotria trichocarpa
Psychotria trichocarpa là một loài thực vật có hoa trong họ Thiến thảo. Loài này được Valeton miêu tả khoa học đầu tiên năm 1927.